# Fondation pour la santé des étudiants
La fondation pour la santé des étudiants (en finnois : Ylioppilaiden terveydenhoitosäätiö, sigle YTHS, en suédois : Studenternas hälsovårdsstiftelse) est une fondation qui fournit des services de soins de santé aux étudiants de l'enseignement supérieur en Finlande.

## Personnel
Fin 2019, la fondation compte 558 collaborateurs dont 157  médecins et  dentistes, 120  infirmières, 97  hygiénistes bucco-dentaires, 57 psychologues, 93 autres personnels de soins et 34 administratifs.
L'âge moyen du personnel est de 48,2 ans et 46% d'entre eux travaillent au YTHS depuis plus de dix ans. 
Les femmes représentent 89% du personnel.

## Financement
L'État assure 77% du financement des soins de santé des étudiants universitaires. 
Le reste du financement provient des frais de soins de santé payés par les étudiants.
En 2021, le montant de la contribution santé sera de 71,60 euros.
Tous les étudiants couverts par les services de YTHS paient des frais de soins de santé à Kela, que l'étudiant utilise ou non les services de YTHS.
Kela n'envoie pas de facture pour les frais de soins de santé, mais le paiement doit être effectué de la propre initiative de l'étudiant.
Si l'étudiant ne paie pas les frais à la date d'échéance, Kela enverra d'abord un rappel de paiement. Si les frais ne sont pas payés même après le rappel, Kela peut prendre directement de la bourse d'études le montant dû augmenté des frais de retard sans le consentement de l'étudiant. Si les frais des soins medicaux ne peuvent pas être déduits de la bourse d'études, les frais seront sujet à forclusion.

## Points de service
En janvier 2021 YTHS offre des points de service dans 45 municipalités:

### Points de service YTHS
| - Espoo - Helsinki - Malmi - Töölö - Hämeenlinna - Joensuu - Jyväskylä - Kajaani | - Kemi-Tornio - Kokkola - Kotka - Kouvola - Kuopio - Lahti - Lappeenranta - Mikkeli | - Oulu - Pori - Rauma - Rovaniemi - Seinäjoki - Tampere - Turku - Vaasa |

### Points de service partenaires
| - Alavus - Forssa - Heinola - Huittinen - Hyvinkää - Iisalmi - Kankaanpää - Kuusamo | - Lammi - Lohja - Nurmijärvi - Oulainen - Pieksämäki - Pietarsaari - Porvoo - Raahe | - Riihimäki - Salo - Savonlinna - Tammisaari, Raasepori - Varkaus - Ylivieska - Äänekoski |